# Helen ferch Llywelyn
Helen ferch Llywelyn (auch Elen, Eleyne oder Helen of North Wales; * um 1207; † zwischen 1. Januar und 24. Oktober 1253) war eine cambro-normannische Adlige. 
Helen war eine Tochter von Llywelyn ab Iorwerth, dem Fürsten des walisischen Fürstentums Gwynedd. Ihre Mutter war vermutlich seine Frau Johanna von Wales, eine uneheliche Tochter des englischen Königs Johann Ohneland. Als Tochter des damals mächtigsten walisischen Fürsten heiratete Helen 1222 in erster Ehe John of Scotland, Earl of Huntingdon, den jungen Erben von David von Schottland, Earl of Huntingdon. Ihr Mann starb 1237, angeblich wurde er von Helen vergiftet. Vor dem 5. Dezember 1237 heiratete Helen in zweiter Ehe Robert de Quincy, Lord of Ware, einen jüngeren Sohn von Saer de Quincy, 1. Earl of Winchester und Margaret de Beaumont. 
Ihre erste Ehe mit John of Scotland blieb kinderlos. Aus ihrer zweiten Ehe mit Robert de Quincy hatte sie mindestens zwei Töchter: 
- Joan de Quincy († 1283) ⚭ Humphrey V. de Bohun
- Hawise de Quincy (um 1250–vor 1285) ⚭ Baldwin Wake

## Helen ferch Llywelyn in der Literatur
Ihr Schicksal diente als Vorbild des Romans Die Tochter des Phoenix von Barbara Erskine. 